# Rosengarten Coburg

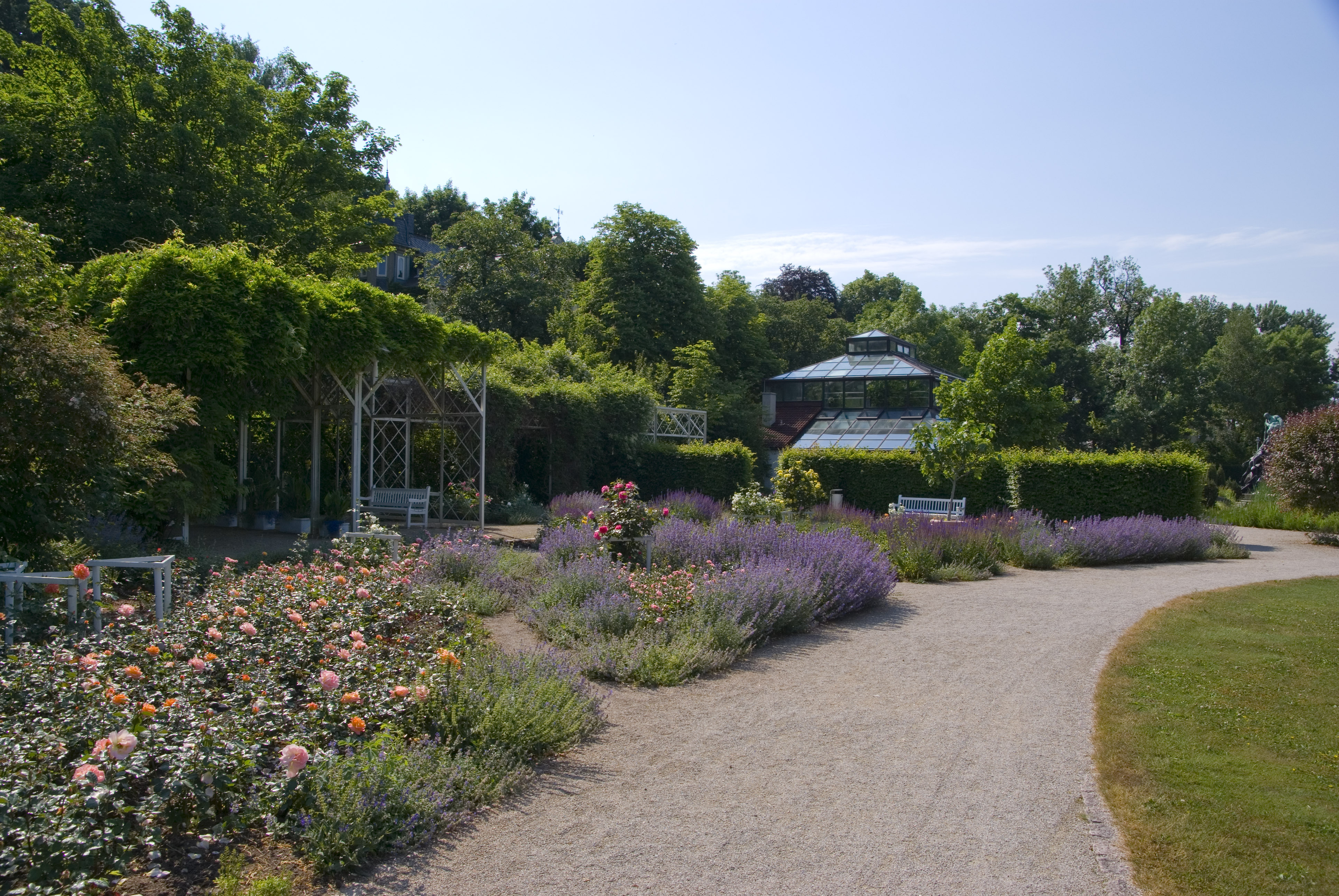
Coburger Rosengarten, 2008

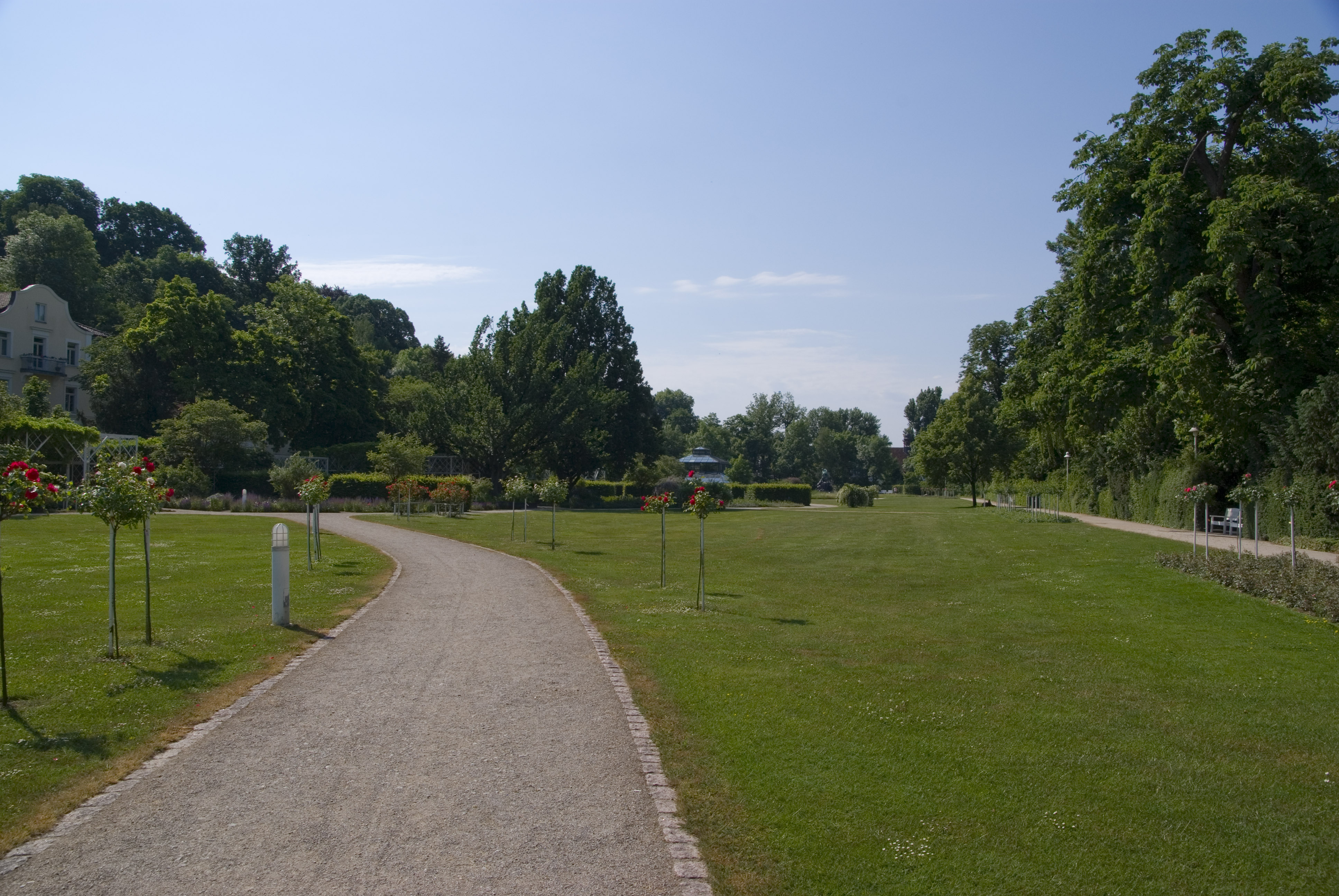
Rosengarten von Norden gesehen, Blick auf das Palmenhaus und den Sintflutbrunnen.

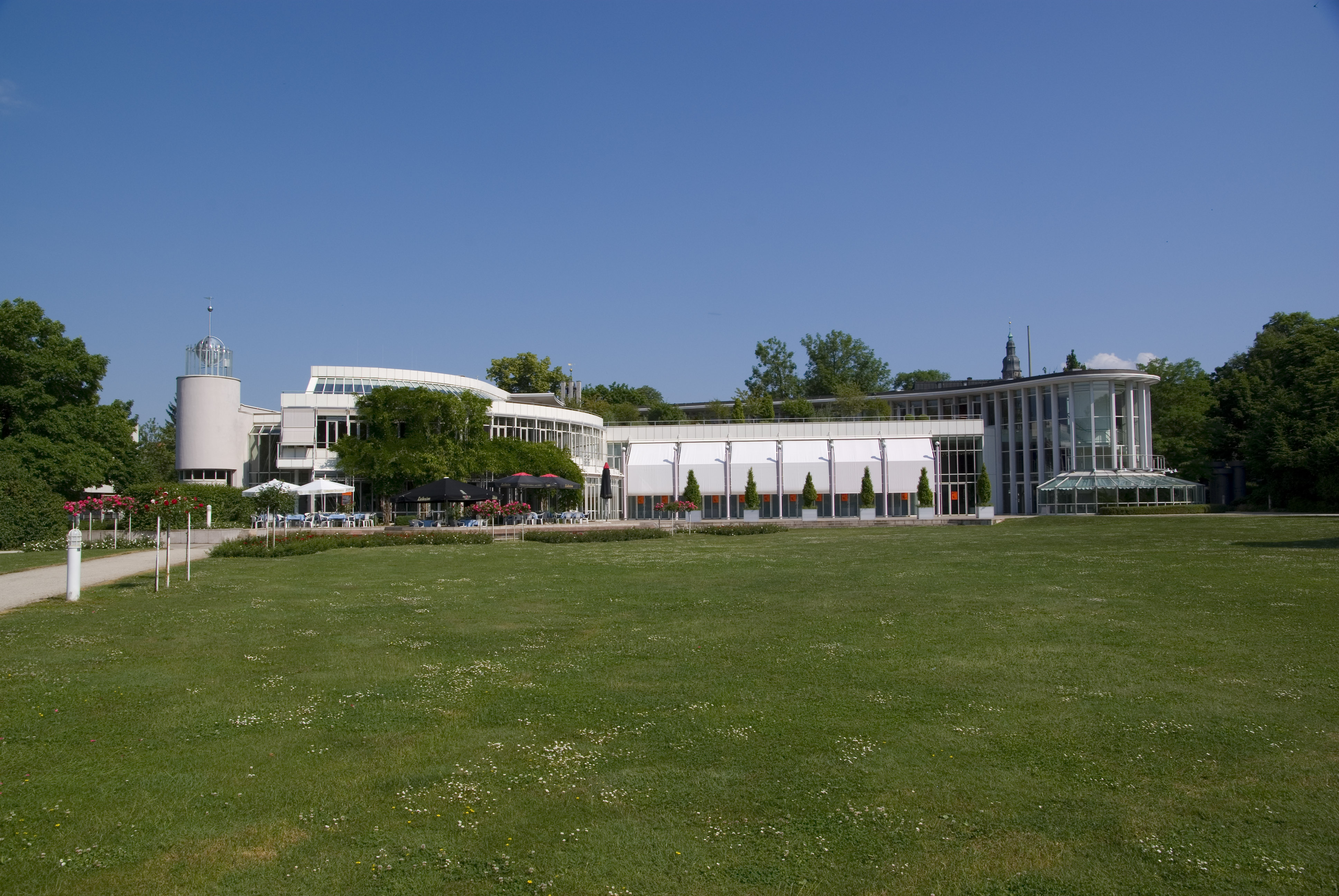
Blick von Süden auf das Kongresshaus

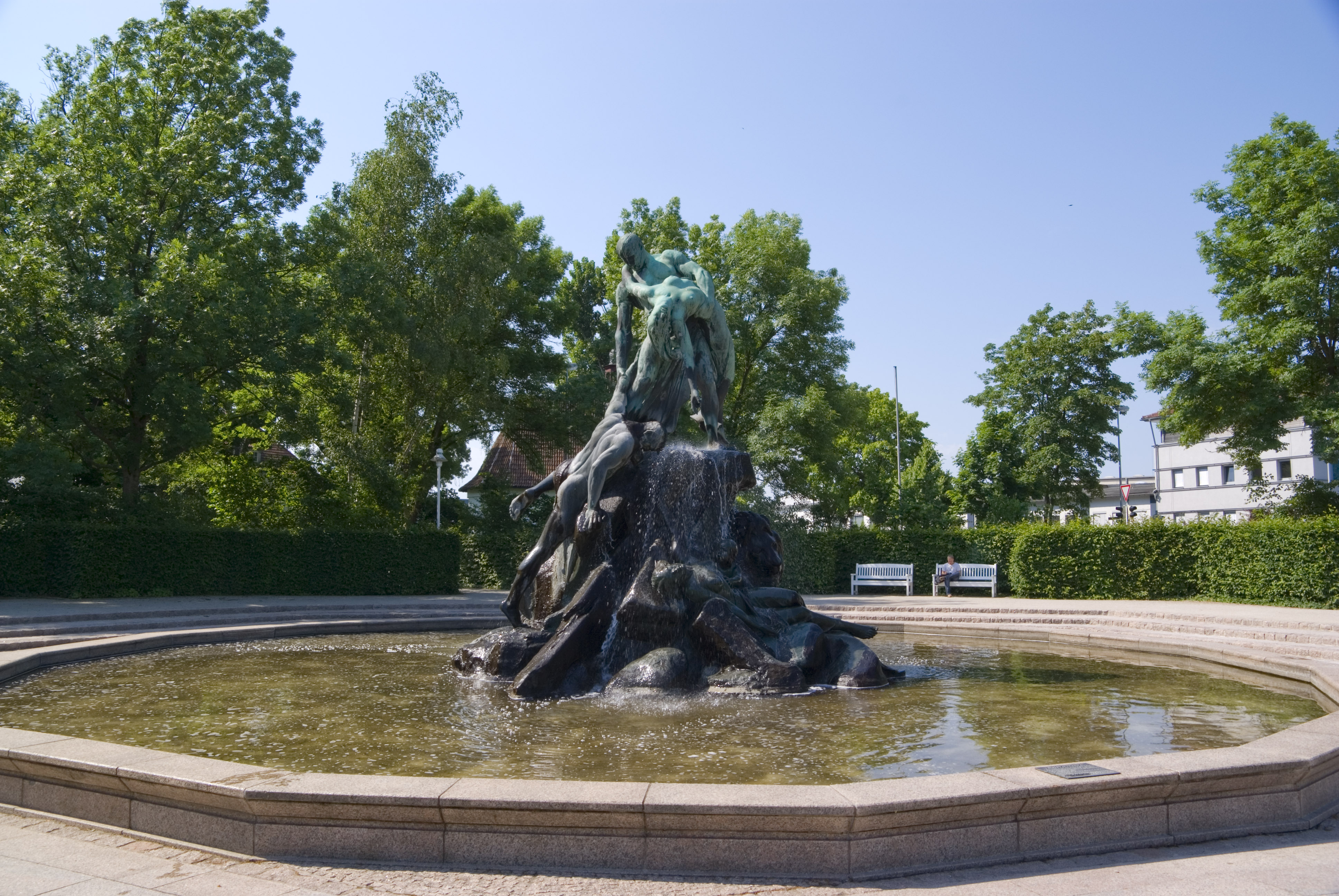
Der Sintflutbrunnen an der Südseite des Rosengartens

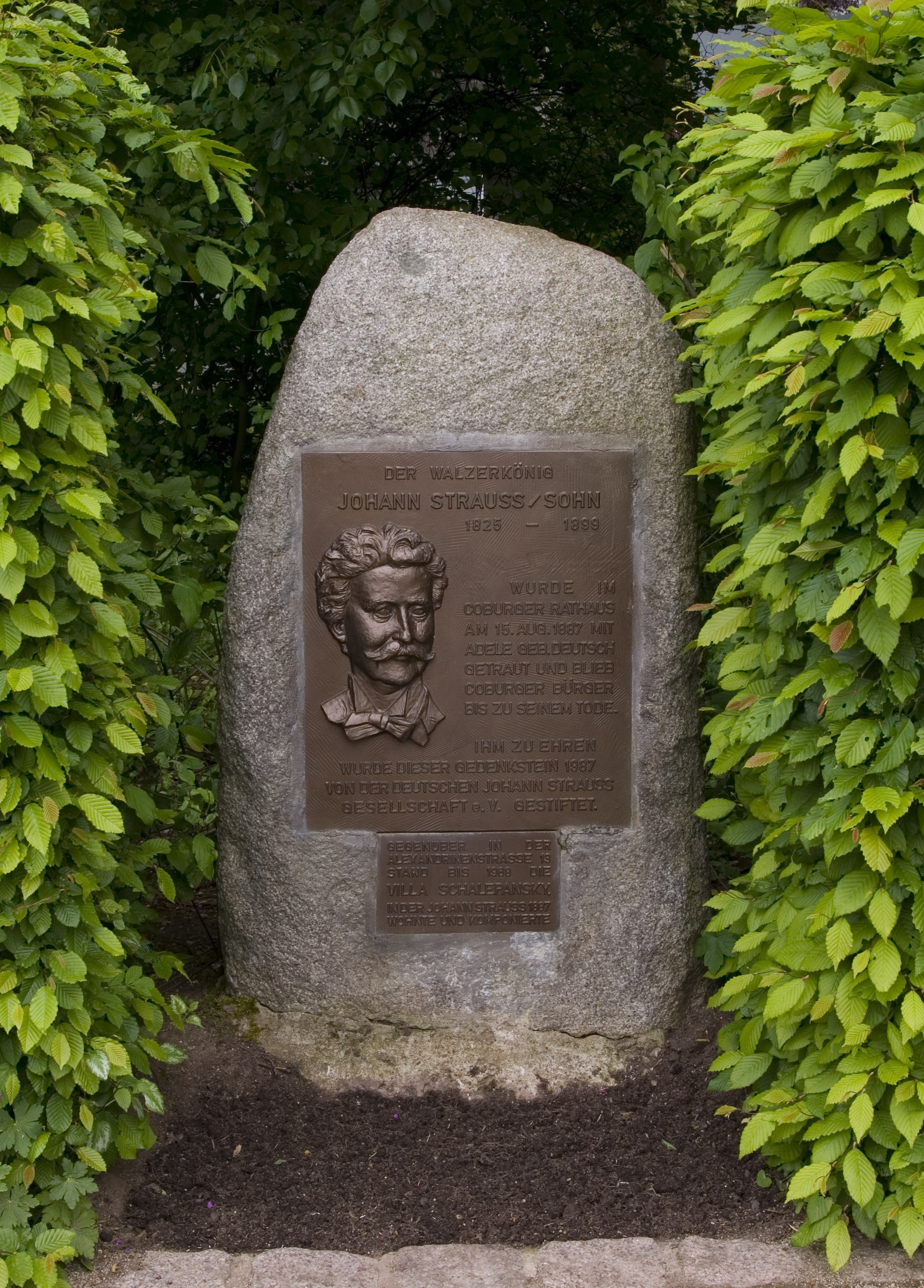
Gedenktafel für Johann Strauss

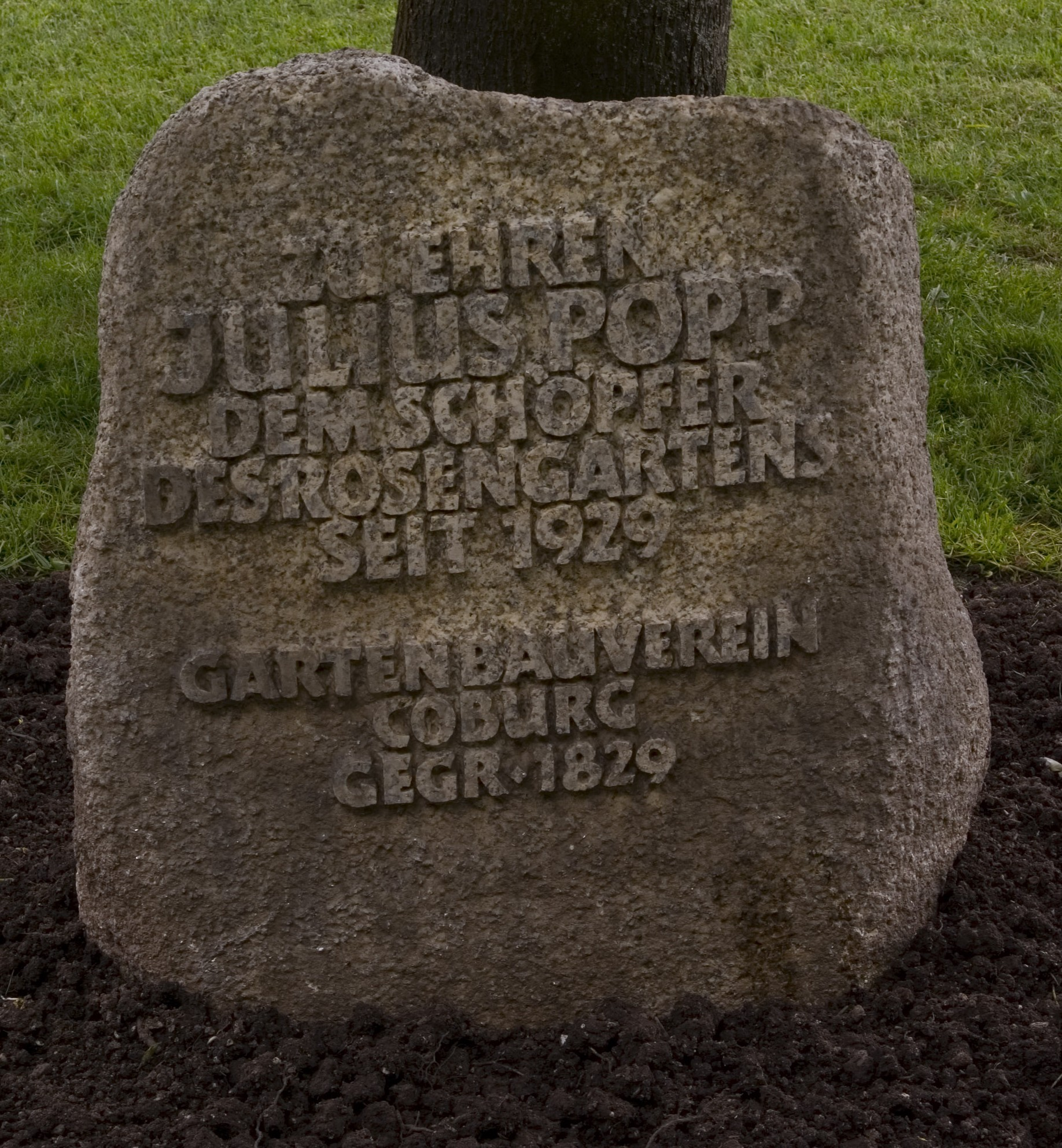
Gedenkstein für Julius Popp

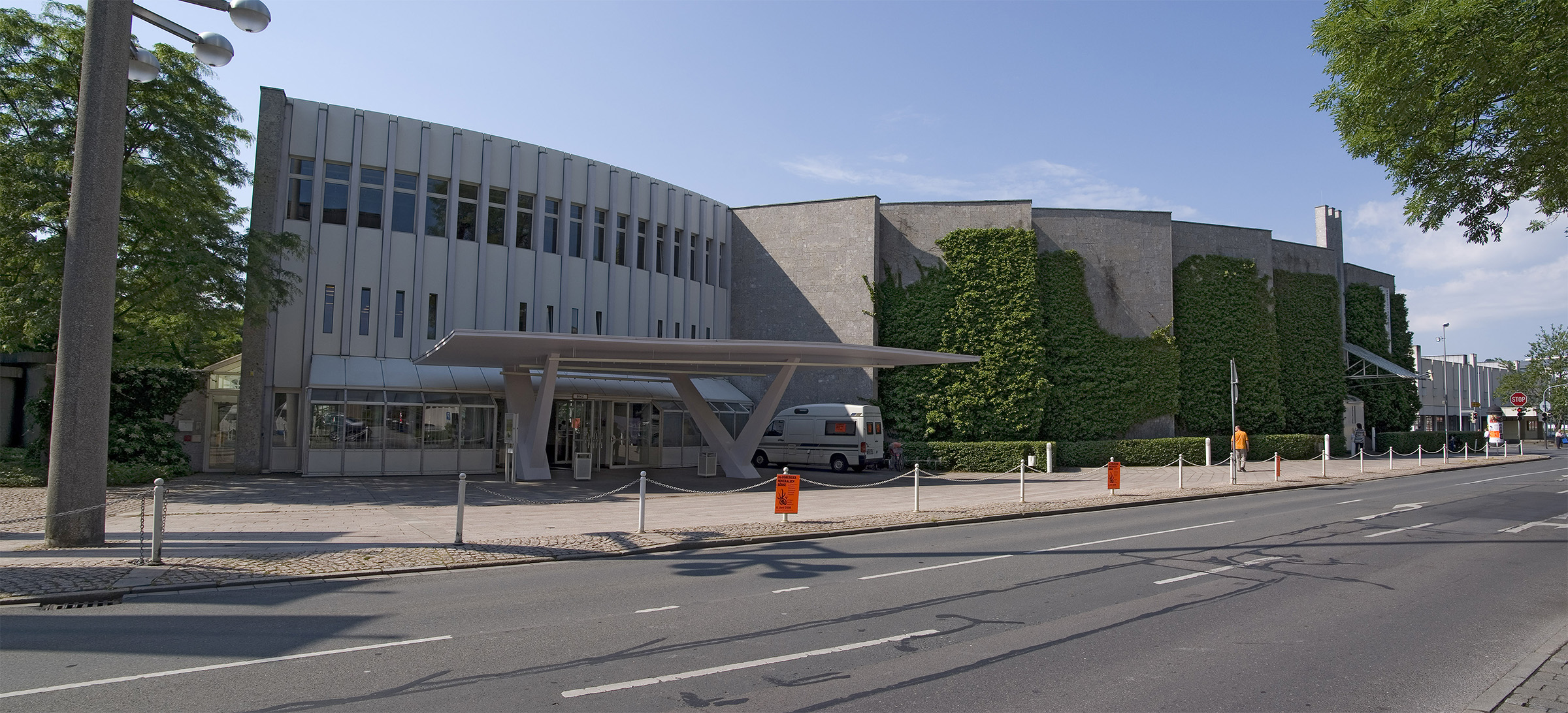
Kongresshaus, Straßenseite

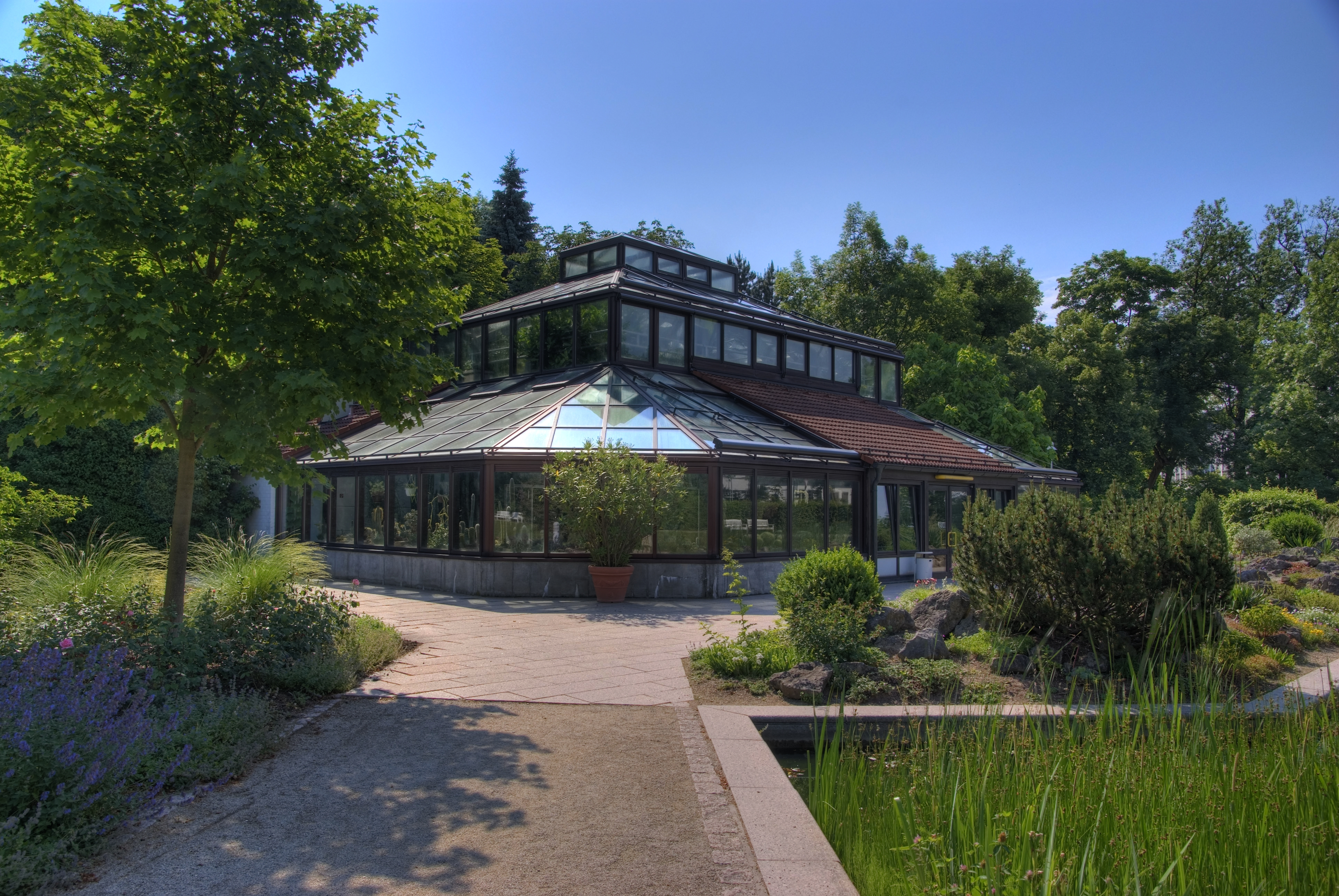
Das Palmenhaus

Der Coburger Rosengarten ist eine Grünanlage in der Ketschenvorstadt. Er wird im Westen sowie Süden von der Ketschendorfer-, im Osten von der Alexandrinenstraße und im Norden vom Berliner Platz begrenzt. Die „Blütezeit“ des Rosengartens war im Jahre 1929, als dort die Deutsche Rosenschau veranstaltet wurde. Bis heute ist der Rosengarten für viele Stadtbewohner ein Ort der Ruhe und Erholung.

## Zollbauernwiese
Das Grundstück vor dem Ketschentor, eine Wiese, hatte ein Bauer, der auch städtischer Zolleinnehmer war, gepachtet. Dies führte für das Areal zu der Bezeichnung Zollbauernwiese. Im Jahre 1846 konnte die Stadt von der Herzoglichen Kammer das stadtnahe Grundstück erwerben. Es folgte bereichsweise die Anpflanzung von Sträuchern und Bäumen und am östlichen Rand 1859 das Anlegen der nach Herzogin Alexandrine benannten Alexandrinenstraße, die mit repräsentativen Villen auf der Bergseite bebaut wurde.

## Sintflutbrunnen
Der Sintflutbrunnen, ein Werk des Coburger Künstlers Ferdinand Lepcke, bekam im Jahr 1906 seinen Standort auf dem Wiesengelände. Die Kopie des Sintflutbrunnens von 1898 für den Viktoria-Park im damals preußischen Bromberg schenkten die Coburger Bürger, bei geschätzten Kosten von 30.000 Mark, ihrem Herzog Carl Eduard zur Erinnerung an den Beginn seiner Regentschaft. Am 12. November 1906 wurde der Bronzeguss der monumentalen Figurengruppe eingeweiht. Der Brunnen und Platz waren nach dem Herzog benannt worden. Der Sintflutbrunnen stand bis 1962 in der Mitte des Gartens und wurde dann im Rahmen der Umgestaltung der gesamten Anlage an die Südseite verlegt.

## Rosengarten
In den 1920er Jahren hatte der Ehrenvorsitzende des Coburger Obst- und Gartenbauvereins Hahn die Idee zur gärtnerischen Verschönerung des Geländes eine Rosenschau, wie in Dresden 1926 und Liegnitz 1927, im Rahmen des hundertjährigen Jubiläums des Vereins durchzuführen. Mit Unterstützung durch die Herzogin Viktoria Adelheid konnte schließlich die Stadt von dem Projekt überzeugt werden. Insbesondere der 1. Vorsitzende des 520 Mitglieder aufweisenden Gartenbauvereins, der Hauptlehrer Julius Popp, engagierte sich bei der Realisierung der Veranstaltung. 
Am 23. Mai 1929 wurde das Ausstellungsgelände, die in der Art eines architektonischen Raumgartens umgestaltete ehemalige Zollbauernwiese, als Rosengarten eingeweiht. Fast 200.000 Menschen besuchten bis zum Oktober die Rosenschau mit zirka 15.000 Exemplaren.

## Umbauten
Auf Initiative von Popp blieb der Rosengarten als dauernde Gartenschau, unter Betreuung des Gartenbauvereins bis 1949, bestehen, die nur gegen Eintrittsgeld betreten werden durfte. Der Park mit seinen Blumenbeeten, Sondergärten, Wasserspielen, ab 1932 mit einem Fischhaus, Volieren und einer Terrassengaststätte mit einer Freitanzfläche entwickelte sich zu einem beliebten Treffpunkt in Coburg.
Als in den 1960er Jahren an der Nordseite des Gartens das Coburger Kongresshaus errichtet wurde, erlebte der Rosengarten eine Neugestaltung. Aus dem verwinkelten und verzweigten Garten wurde eine offene und helle Fläche, dazu wurden große Rasenflächen angelegt, vor allem mittig im Park. Jedoch verlor der Rosengarten damit seinen Charakter, da der Umbau sehr radikal erfolgte und viele Details wegfielen. 1987 und 1988 wurde der Rosengarten durch die Gartenarchitekten Gerd Aufmkolk und Hirschmann erneut umgestaltet, diesmal wurde vor allem auf eine natürliche und freie Gestaltung geachtet, was dem Garten zu einem neuen Charakter verhalf. Seitdem befinden sich mehr als 72 Arten von Rosen dort und weitere dutzende Arten von Hecken, Blumen, Stauden und Bäumen. Zudem wurden ein Palmenhaus errichtet, Volieren für exotische Vögel aufgestellt und an der Nordseite vor dem Sintflutbrunnen einige kleinere Teiche angelegt.

### Erholungszentrum
Der Rosengarten dient seitdem als innerstädtisches Erholungsgebiet. Trotz der angrenzenden Straßen ist die Lärmbelastung gering und durch den grünen und dichten Wuchs der Außenpflanzen ist auch ein natürliches Erscheinungsbild gegeben. Zahlreiche Wege führen vom Kongresshaus zum Palmenhaus und dem Sintflutbrunnen, an deren Seiten sich Rosengerüste und Beete befinden. Die großen Wiesenflächen werden im Sommer oftmals als Picknickplätze benutzt. Der Rosengarten ist frei zugänglich und kostenlos. 2008 wurde Anfang Mai zum zweiten Mal in der Geschichte des Rosengartens das Sintflutbrunnenfest gefeiert.

### Kongresshaus Rosengarten
Am nördlichen Ende des Coburger Rosengartens befindet sich das Kongresshaus. Das Gebäude, das 1960 bis 1962 nach einem Entwurf des Architekten und Leiters des Coburger Stadtbauamtes Otto Behrens errichtet und von 1985 bis 1987 nach Plänen von Hans-Busso von Busse weitgehend umgebaut wurde, ist ein moderner Glasbau, der durch Rahmen und Kristallfronten eine hohe Transparenz erreicht. Im Inneren befinden sich für Kongresse und weitere Veranstaltungen zwei große Säle mit bis zu 1100 Plätzen sowie weiteren Tagungs- und Sitzungsräumen. Im Kongresshaus befindet sich auch das Kongresshaus-Restaurant, welches den Besuchern auch eine Außenterrasse mit Blick auf den Rosengarten bietet.

### Palmenhaus
Am Südende des Rosengartens neben dem Sintflutbrunnen befindet sich das Coburger Palmenhaus, welches am 10. März 1984 eröffnet wurde und über eine Fläche von 255 m² verfügt. Das Gebäude mit einer Grundrissfläche von 20 m × 15 m ist unterteilt in einen Vorraum mit fünf Volieren, einem Orchideenabteil, einem Kakteen- und Sukkulentenhaus und dem Haupthaus. Man findet unterschiedliche Arten von Orchideen, Bambus, Kakteen, Palmen und auch Tiere wie Vögel und Fische. Das Palmenhaus ist das gesamte Jahr zugänglich und der Eintritt ist kostenlos.

### Gedenktafeln
Im Rosengarten befinden sich weiterhin zwei Gedenktafeln, eine für Johann Strauss, der im Coburger Rathaus getraut wurde und bis zu seinem Tode Coburger Bürger blieb. In der Alexandrinenstraße stand bis 1988 die Villa, in der er arbeitete und lebte. Weiterhin ist ein Gedenkstein vom Gartenbauverein Coburg für Julius Popp, dem Initiator des Rosengartens, aufgestellt.

## Planungen für die Zukunft
Die Zukunft des Rosengartens und des Kongresshauses sind ungewiss. Das Neue Innenstadt Konzept (NIK) sieht eine Veränderung des Angers und auch dieser Bauwerke vor, Planungen eines städtebaulichen Wettbewerbes beinhalten den Abriss des Kongresshauses und die Umgestaltung des Rosengartens mit Versetzung des Sintflutbrunnens an die Nordseite. Wann und ob diese Pläne realisiert werden, ist noch nicht festgesetzt. Im Mai 2008 wurde der Ideenwettbewerb für Architekten abgeschlossen.